# Випадок в пустелі
«Випадок в пустелі» — радянський пригодницький художній фільм, знятий в 1957 році режисером Загідом Сабітовим на кіностудії «Узбекфільм».

## Сюжет
Фільм про боротьбу радянських хлопців із шпигунсько-диверсантською ворожою групою в пустельних районах Узбекистану. Костя, Рустам і маленька Фірюза випадково опиняються в пустелі. Там вони зустрічаються з «археологами», які виявилися ворогами. Під прикриттям тайфуну шпигуни були перекинуті на радянську територію, щоб з'єднатися з групою диверсантів, що раніше перейшла кордон. За допомогою хлопців, група диверсантів буде затримана прикордонниками.

## У ролях
- Євген Супонєв — Костя Славін
- Міла Газієва — Фірюза
- Ісмаїл Фазилов — Рустам Алієв
- Обід Джалілов — Алім-ота, дідусь Фірюзи
- Володимир Ємельянов — полковник
- Хамза Умаров — лейтенант Алі
- Сергій Голованов — «Начальник»
- Олександр Смирнов — «Високий»
- Павло Шпрингфельд — «Сержант»
- Петро Соболевский — «Похмурий»
- Роман Ткачук — радист
- Яйра Абдулаєва — мати Фірюзи
- Тулкун Таджиєв — льотчик
- Шаріф Каюмов — епізод
- І. Мєщанінов — епізод
- Афандіхон Ісмаїлов — епізод
- А. Аліходжаєв — епізод
- Л. Дімонт — епізод
- Ніна Заріпова — епізод
- Хакім Заріпов — епізод
- Холіда Заріпова — епізод
- Фахрітдін Шаріфбаєв — епізод
- Юлдуз Різаєва — епізод
- І. Сіліфонов — епізод

## Знімальна
- Режисер — Загід Сабітов
- Сценаристи — Ольга Бондаренко, Наталія Бондаренко
- Оператор — Микола Рядов
- Композитор — Володимир Юровський
- Художник — Варшам Єремян